# Thema (Byzantijnse Rijk)

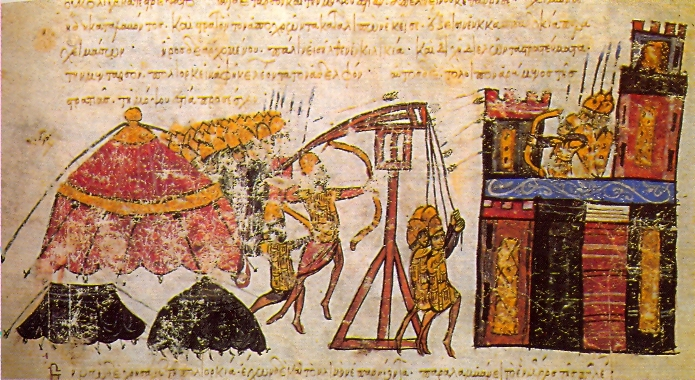
Byzantijnse soldaten in een manuscript uit de 11e eeuw.

De thema's of themata (θέμα) waren een in oorsprong militaire onderverdeling van het Byzantijnse rijk, die ontstonden in de 7e eeuw. Tijdens de 9e en 10e eeuw bereikte het systeem zijn hoogtepunt, maar vanaf de tweede helft van de 11e eeuw verminderde de militaire rol van de themata en werden de beroepssoldaten van de tagmata en huurlingen belangrijker. Na de Vierde Kruistocht in 1204 verdween het systeem van de themata.

## Ontstaan

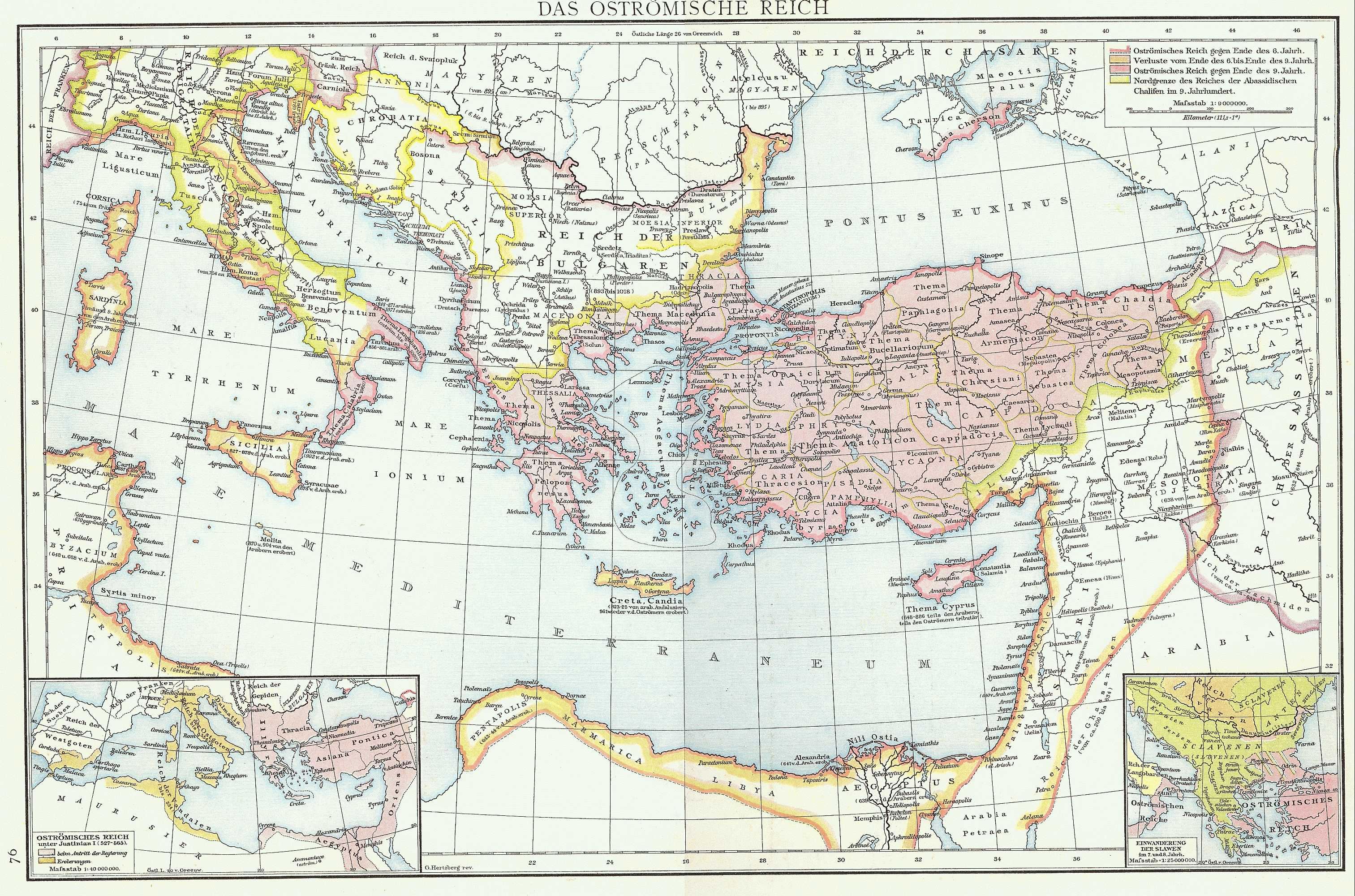
Het Oost-Romeinse Rijk in de 6e eeuw. De themata zijn aangeduid met een gele lijn.

Vanaf 633 begonnen de Arabische aanvallen op het door de Byzantijns-Sassanidische oorlogen al verzwakte Byzantijnse rijk. Hierdoor kwamen de oude militaire structuren, de veldlegers, nog verder onder druk te staan en leden ze de ene nederlaag na de andere. Toen in de tweede helft van de 7e eeuw een burgeroorlog uitbrak in het Arabische kalifaat tussen de Omajjaden en de volgelingen van kalief Ali, kreeg de Byzantijnse keizer Constans II de kans om het leger op een nieuwe leest te schoeien om het militaire tij te keren.
Vanaf 662 komt de term θέμα voor in de bronnen als de beschrijving voor legereenheden onder het bevel van een strategos (στρατεγος). Deze eenheden werden gelegerd in specifieke gebieden of districten, die ook de naam thema kregen. Soldaten kregen ook een stuk land toegewezen binnen hun district, ter vervanging van (een deel van) hun loon. Door soldaten land te geven en hen dus persoonlijk betrokken te maken bij de (succesvolle) verdediging van het district en bij uitbreiding het rijk nam de gevechtskracht van het leger enorm toe. De territoriumverliezen van de voorafgaande decennia werden dan ook gestopt.

### Economische noodzaak

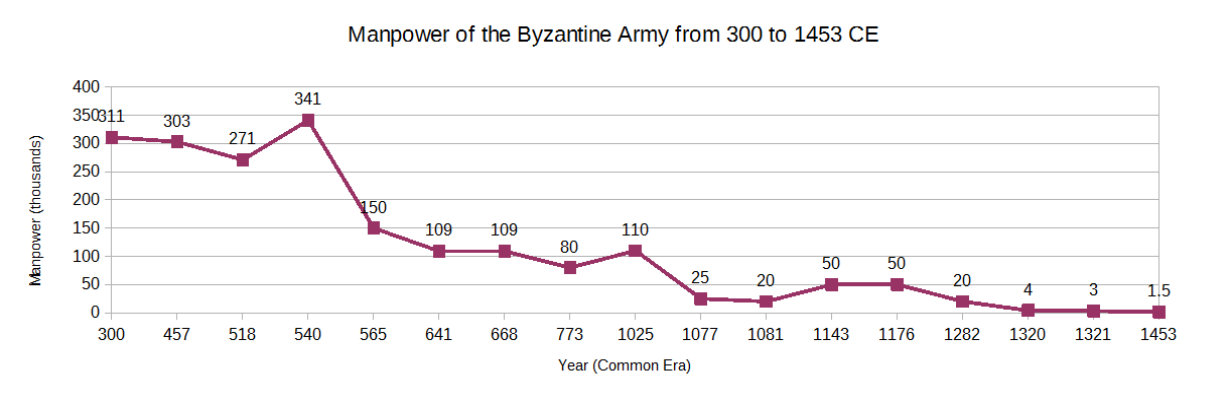
Aantal soldaten in het Byzantijnse leger (300 - 1453) in duizendtallen. Tussen de 7e en 11e eeuw, de periode van de themata, bleef het aantal soldaten relatief constant.

Door de frequente aanvallen op de buitengrenzen was het Byzantijnse leger relatief groot, zo'n 109.000 soldaten in 660, maar door het verlies van de rijke provincies  Egypte, Mesopotamia en Syria kreeg de staat het steeds moeilijker om het loon van de soldaten uit te betalen. Het inrichten van themata en vooral en omzetten van een deel van de soldij in de schenking van landerijen liet de staat toe om de uitgaven voor het leger meer dan te halveren. Hierdoor werd het verlies van de rijke buitenprovincies, en later ook het exarchaat Afrika, opgevangen zonder dat de gevechtskracht van het leger noemenswaardig in gevaar kwam.
Het lijkt erop dat iedere soldaat een stuk land toegewezen kreeg in het district waar zijn legereenheid gelegerd was. De voornaamste bron van het land waren de keizerlijke landgoederen, die zo goed als verdwijnen uit de bronnen na 662.  Het land voorzag de soldaten in een basislevensonderhoud, al bleven ze nog een klein deel van hun soldij in geld (nomismata) ontvangen. De opbrengst van hun landgoederen diende ook voor de aankoop van hun uniform en hun wapens, die verkocht werden door de Byzantijnse staat. De besparing die hierdoor gerealiseerd werd compenseerde ruimschoots het verlies van de keizerlijke landerijen.
Deze grootschalige reorganisatie van het leger kon enkel gebeuren omdat er in het decennium rond 660 een periode van relatieve rust was aan de grenzen. Soldaten werden in nieuwe dorpen gelegerd en overal in de districten werden nieuwe versterkingen opgebouwd. Ieder district bevatte nu een grote groep soldaten, verspreid over het volledige gebied, waardoor ze veel beter te verdedigen waren tegen invallen. Bovendien hadden de soldaten nu een persoonlijk belang bij het verslaan van de tegenstanders, aangezien ze er grond bezaten.

### Vroegste themata
Om deze nieuwe eenheden te vormen werden geen nieuwe soldaten gerekruteerd. De vijf oude veldlegers; het Leger van Armenië, het Leger van Thracië, het Leger van het Oosten en de twee praesentale legers, de Obsequium werden simpelweg omgevormd tot de nieuwe thema's. Het leger van Armenië werd de Armeense thema, gelegerd in Noordoost-Turkije en Armenië. Het leger van Thracië, dat al was teruggetrokken uit Thracië, bezet door de Slaven, werd aldus de Thracische thema, toegewezen aan de zuidwestelijke kust van Turkije. De Anatolische thema ontstond uit het leger van het Oosten, dat door de Arabische veroveringen verjaagd was van zijn basissen in de Levant, en bevond zich in Centraal-Turkije.
Uit de obsequium ontstond één thema, de Obsiciaanse thema, rond Constantinopel en de streek rond Nicomedia. De enige thema die niet ontstond uit een oudere legereenheid was de Carabisiaanse thema, die de Griekse en Turkse kustgebieden rond de Egeïsche zee omvatte. Deze legereenheid bestond uit mariniers en is genoemd naar een Grieks woord voor schip, καραβις. Uit de exarchaten Afrika en Italië werden geen themata gevormd.

## Structuur
De soldaten woonden en leefden op hun land en werden verwacht in eigen levensonderhoud te voorzien. Het bleven echter nog steeds militairen, en er werd verwacht dat ze hun militaire vaardigheden onderhielden en oproepbaar waren en bleven voor militaire campagnes, zowel om het rijk te verdedigen als om invallen uit te voeren. De landen bleven bezit van de staat, maar het recht om ze te bewerken, met de inschrijving op de militaire rollen, was erfelijk. De erfgenaam van de grond was dus ook erfgenaam van de plicht om dienst te nemen in het Byzantijnse leger en was dus van geboorte soldaat. Zo bleef de sterkte van het leger relatief gelijk.
De opperbevelhebber van een thema was de strategos (στρατεγος). Hij was zowel de militair bevelhebber van de troepen in het gebied als de administratief gouverneur ervan. Onder zich had een strategos tourmarchai (τουρμαρχαι), die het commando hadden over een tourma. Het volgende niveau was dat van de droungos (δρουγγος), een eenheid van ongeveer 1000 soldaten. Vanaf 830 kwam hier nog een extra niveau bij, dat van de bandum, bestaande uit 150 infanteristen en 50 cavaleristen.

## Hoogtepunt van het thema-systeem

De themata in de 10e eeuw.

De 9e en de eerste helft van de 10e eeuw vormden het hoogtepunt van het thema-systeem. Het volledige rijk werd ingedeeld in themata en de bescherming van de soldaten werd juridisch vastgelegd. Het werd landeigenaren verboden om de militaire landen van de soldaten op te kopen om te verzamelen. Hiermee beschermde de Byzantijnse staat de basis van zijn herwonnen gevechtskracht. Wanneer de landgoederen verzameld werden verminderde immers het aantal beschikbare soldaten.

### Armeense thema
Tijdens de 9e eeuw werden de themata ook kleiner en werden er onder meer door Nikephoros II een aantal mini-themata opgericht onder de naam kleisurai (κλεισυραι). De kleinere themata en kleisurai bevonden zich vooral in Armeens hoogland, wat ook de bron was voor het grootste deel van de soldaten uit de nieuwe themata. De klassieke themata samen met de kleinere themata in het Armeense hoogland en de kleisurai vormden een performant defensiesysteem dat vijanden lange tijd buiten Anatolië hield.
Om het aantal opstanden te verkleinen en het moreel te verhogen werd de soldij van de thematasoldaten gedurende de 9e en 10e eeuw regelmatig verhoogd. Ook werden ze ingezet in offensieve campagnes, in combinatie met de tagmata. Keizer Leo VI verhoogde hiervoor het aandeel cavalerie in de nieuwe themata die hij oprichtte in het oosten van het rijk. Gebieden die het rijk in deze periode annexeerde werden ook meteen ingedeeld of toegevoegd aan themata om ze verdedigbaar te maken. De soldaten kwamen meestal uit ofwel de bevolking van de veroverde gebieden, ofwel uit christelijke vluchtelingen die elders het rijk waren binnengekomen.

### Evolutie in de 10e eeuw
Vanaf de 10e eeuw treedt er een evolutie op in een deel van de themata. Een groot aantal bevindt zich in het binnenland van het Byzantijnse rijk, in Anatolië, en worden slechts zeer zelden nog gebruikt bij militaire operaties. Ze liggen te ver van het front (in Armenië en Syrië) en bevatten hoofdzakelijk infanterie, wat hen ongeschikt maakte voor de offensieve operaties die de keizers nu uitvoerden. Om hen toch te kunnen gebruiken probeerde men hen te verplaatsen naar het front, maar dit stuitte op fel protest. Ze werden meestal gewoon niet gebruikt omdat er toch genoeg soldaten waren, maar af en toe werd hen ook een belasting opgelegd in de plaats van het uitvoeren van hun militaire dienst.

## Neergang

De Byzantijnse themata in 1025, bij de dood van Basileios II.

In de eerste helft van de 11e eeuw zou Constantijn IX een ingrijpende hervorming doorvoeren in het thematasysteem. Tijdens zijn regeerperiode voerde hij een muntverzwakking door en verminderde hij het goudgehalte van de nomismata. Hoewel er al eerder munthervormingen geweest waren, was het de eerste keer sinds de 3e eeuw dat het goudgehalte, en niet het gewicht, verminderd werd. Omdat het nu niet meer mogelijk was om de oude munten te onderscheiden van de nieuwe daalde de waarde van de munten snel. Op korte termijn had dit een gunstig effect op de kost van het thematasysteem, omdat de soldij verminderde, maar de bredere effecten waren verregaand en veroorzaakten ze een economische crisis.

### Ontbinding Armeense thema
Aan de inactiviteit van de themata was niets gedaan, en ondanks de munthervormingen bleef de soldij zwaar om te dragen. In 1053 ontbond Constantijn IX de Armeense thema door het betalen van een belasting in plaats van het vervullen van de militaire dienst te institutionaliseren. Hoewel hij hiermee ongeveer een vijfde van het volledige leger de facto ontbond dacht Constantijn dit op te kunnen vangen door te vertrouwen op een combinatie van de tagmata, huurlingen en legers van vazallen.
Het ontbinden van de thema van Armenië zou al snel een vergissing blijken, want al snel vielen de Turken op plundertocht door het ontstane gat in de grensdefensie Klein-Azië binnen. Door het afschaffen van de meest ervaren thema van het Byzantijnse leger zou Constantijn IX de verdediging van het Byzantijnse rijk ernstig verzwakken.

### Romanos IV

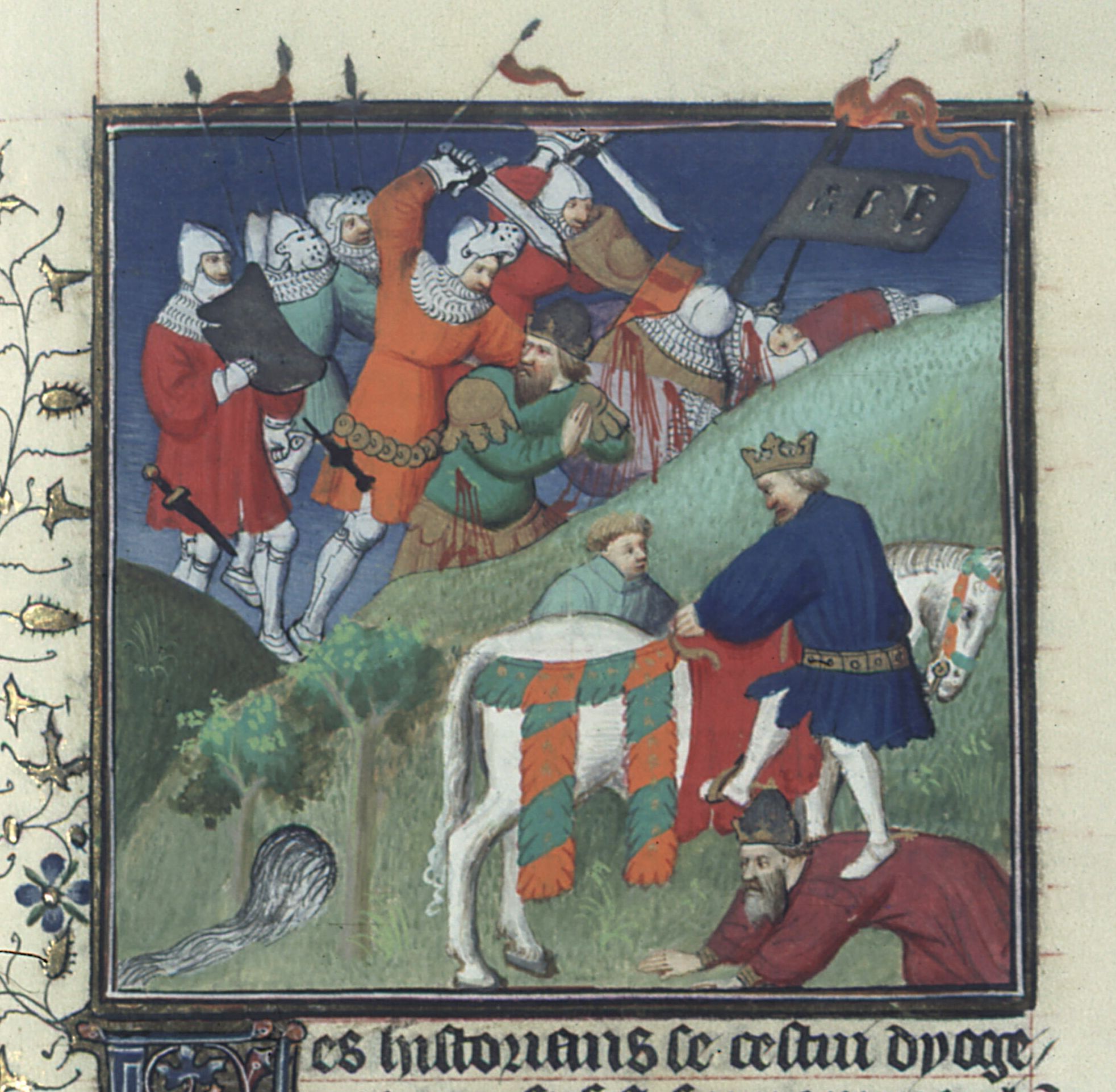
De slag bij Manzikert in een 15e-eeuwse kroniek.

Onder Romanos IV werd een poging ondernomen om het verval van het leger tegen te gaan. Hoewel de themata al lang niet meer actief waren, zou hij proberen om de eenheden in Klein-Azië te heractiveren om de Armeense thema te heroveren. De herovering van Armenië zou hem toelaten om de grens van Klein-Azië te sluiten en zo de raids van de Turken een halt toe te roepen. Hoewel hij hierbij enig succes kende, zou de nederlaag bij Manzikert hier al snel een einde aan maken. Na de dood van Romanos werden zijn hervormingen ook snel teruggedraaid.

## 12e eeuw
De themata werden na Romanos IV niet meer gebruikt als militaire eenheden. Na de tweede helft van de 10e eeuw werden de binnenlandse themata minder steeds ingezet werden ten nadele van de tagmata. Toen Constantijn IX de thema van Armenië ontbond en zijn muntverzwakking doorvoerde waren de ze dan ook ten dode opgeschreven. Naast het verlagen van hun soldij ging ook de bescherming tegen het vervreemden van de militaire landen door magnaten verloren. Na de Vierde Kruistocht zou het militaire aspect helemaal losgelaten worden en zouden ze enkel nog dienen als een administratieve indeling.